# توماس كارلتون ألين
توماس كارلتون ألين هو محامي وسياسي كندي، ولد في نوفمبر 1852 في فريدريكتون في كندا، وتوفي في 22 سبتمبر 1927. حزبياً، نشط في الحزب الليبرالي الكندي. وقد انتخب عمدة.